# イングランドの行政カウンティ
行政カウンティ (ぎょうせいカウンティ 英: administrative counties) は、1889年から1974年までの間、地方行政を目的として用いられたイングランドの地域区分である。
行政カウンティは「1888年の地方行政法」に基づいて62の行政カウンティ・カウンシルを創設、治安判事の行政権限および義務を委譲し、1972年の法改正により廃止した。これに代わって設置されたイングランドの都市および非都市カウンティ（英: Metropolitan and non-metropolitan counties of England）は、多少正確さを欠くものの、しばしば行政的カウンティと呼ばれる。

## 歴史
行政カウンティは1899年以前には存在しなかった。

### カウンティカウンシルの創設
1888年、保守党の首相ソールズベリー侯ロバート・アーサー・タルボットの政府は、イングランド及びウェールズ全体にカウンティカウンシルを設置し、その全域を行政カウンティに分割した。ただし、今日単一自治体として知られるカウンティ・バラ (county borough) は、行政カウンティには含まれなかった。
ケンブリッジシャー、リンカンシャー、ノーサンプトンシャー、サフォーク、サセックス、ヨークシャーは、行政上の目的から、四季裁判所で用いられていた歴史的区分に従って分割された。
さらに、今日ではインナー・ロンドン（英語）として知られるロンドン・カウンティが設置された。ワイト島は当初ハンプシャーの行政カウンティに含まれていたが、1890年に独自のカウンティカウンシルが設置された。
1894年、各行政カウンティは都市ディストリクト（英語）、農村ディストリクト（英語）、自治バラ（英語）に分割され、二層制が確立した。1900年にロンドン・カウンティの首都バラ（英語）への分割により、この構成は完成をみた。
1844年法でもいくつかの飛び地が手つかずで残ったが、1894年の地方行政法（英語）によりカウンティカウンシル（英語）にカウンティ境界を調整する権限が与えられ、数年のうちにほとんどの飛び地が解消した。たとえば、ダービシャーのミアシャム地区（英語）は、1897年にレスターシャーカウンティカウンシルの管轄となった。

### 1890年から1965年の区分図
この区分図は、個々のカウンティ・バラを表示せずに、その帰属するカウンティに含める通常の手法に従っている。あるカウンティ・バラが別のカウンティの領域まで拡張した場合には、その分、当該のカウンティ・バラが帰属するカウンティを拡張させて表現することが多い。たとえば、エイヴォン川南側のブリストルは、サマセットではなくグロスターシャーの一部として表示されている。
モンマスシャイアは、この期間のほとんどでイングランドのカウンティとみなされていたが、この区分図には示されていない。
行政カウンティ一覧は1889年法には含まれておらず、1933年になって新地方行政法（英語）が議会を通過して初めて予定表として列挙された。法文上、公式には〈シャー〉の語尾は使われず、たとえば「ベッドフォード行政カウンティ」 (the administrative county of Bedford)、「ノーサンプトン（の）カウンティカウンシル」 (county council of Northampton) などの表現が用いられた。ランカシャー及びチェシャーの場合、カウンシルは公式には「パラティン伯カウンティのカウンティカウンシル」 (county council of the palatine county) であり、シュロップシャーは公式にはずっと「サロップ（の）カウンティ」 (county of Salop) であった。バークシャー が「典礼カウンティ」 (royal county) と記される権利は1958年に君主によって確認された。1959年4月1日、サザンプトンのカウンティはハンプシャーと改称された。 
この区分は地方長官制度で用いられた儀礼的カウンティ（Ceremonial counties of England）の基礎となったが、ケンブリッジシャー、ハンプシャー、リンカンシャー、ノーサンプトンシャー、サフォーク、サセックスの地方長官区は分割されなかった。その一方で、ヨークシャーでは分割された地方長官区が用いられた。
| 1890年から1965年までのイングランドの行政カウンティ | |  |
| 1. ノーサンバーランド 2. ダーラム 3. ウェストモーランド（英語） 4. カンバーランド 5. ランカシャー 6. ヨークシャー、ウェストライディング（英語） 7. ヨークシャー、ノースライディング（英語） 8. ヨークシャー、イーストライディング 9. リンカンシャーのリンゼイ区分（英語） 10. リンカンシャーのホランド区分（英語） 11. リンカンシャーのケステヴェン区分（英語） 12. ノッティンガムシャー 13. ダービシャー 14. チェシャー 15. サロップ（シュロップシャー） 16. スタッフォードシャー 17. ウォリックシャー 18. レスターシャー 19. ラトランド 20. ノーサンプトンシャー 21. ピーターバラ管区（英語） 22. ハンティンドンシャー 23. ケンブリッジシャー 24. アイル・オヴ・イーリー 25. ノーフォーク | 1. イーストサフォーク（英語） 2. ウェストサフォーク（英語） 3. エセックス 4. ハートフォードシャー 5. ベッドフォードシャー 6. バッキンガムシャー 7. オックスフォードシャー 8. グロスターシャー 9. ウスターシャー 10. ヘレフォードシャー 11. ウィルトシャー 12. バークシャー 13. ミドルセックス 14. ロンドン 15. ケント 16. イースト・サセックス 17. ウェスト・サセックス 18. サリー 19. サザンプトンシャー（ハンプシャー） 20. ワイト島 21. ドーセット 22. サマセット 23. デヴォン 24. コーンウォール |  |

### 面積および人口
1891年ならびに1961年の国勢調査に基づく各行政カウンティの面積と人口を表にして示す。
行政庁が地域外にあるカウンティカウンシルもあるが、たいていは伝統的なカウンティタウンがカンウンティ・バラであるためである。ダービシャー、レスターシャー、ノッティンガムシャーの各カウンティカウンシルの行政庁は、カウンティ・バラから対応する行政カウンティ内に移動されている。
| 行政カウンティ                              | 面積 （法定エーカー） 1891年 | 人口 （人） 1891年 | 面積 （法定エーカー） 1961年 | 人口 （人） 1961年 | 行政庁所在地                                                               |
| ------------------------------------------- | ---------------------------- | ------------------ | ---------------------------- | ------------------ | -------------------------------------------------------------------------- |
| ベッドフォードシャー                        | 298,494                      | 160,704            | 302,940                      | 380,837            | ベッドフォード                                                             |
| バークシャー                                | 455,864                      | 176,109            | 454,726                      | 385,017            | レディング†                                                                |
| バッキンガムシャー                          | 475,694                      | 185,284            | 479,405                      | 488,233            | アイルズベリー                                                             |
| ケンブリッジシャー                          | 310,306                      | 121,961            | 315,166                      | 190,384            | ケンブリッジ                                                               |
| チェシャー                                  | 646,627                      | 536,644            | 621,884                      | 475,313            | チェスター(1)                                                              |
| コーンウォール                              | 868,208                      | 322,571            | 868,260                      | 342,301            | トルーロ                                                                   |
| カンバーランド                              | 970,161                      | 266,549            | 967,054                      | 223,202            | カーライル†(2)                                                             |
| ダービシャー                                | 654,100                      | 426,768            | 635,459                      | 745,212            | 1958年までダービー†、以降はマトロック（英語）                              |
| デヴォン                                    | 1,661,914                    | 455,353            | 1,649,434                    | 539,021            | エクスター†(3)                                                             |
| ドーセット                                  | 632,272                      | 194,517            | 633,745                      | 313,460            | ドーチェスター                                                             |
| ダーラム                                    | 639,436                      | 721,461            | 620,278                      | 951,956            | ダーラム（英語）                                                           |
| エセックス                                  | 980,839                      | 579,355            | 959,755                      | 1,859,916          | チェルムスフォード                                                         |
| グロスターシャー                            | 790,833                      | 384,552            | 773,295                      | 494,885            | グロスター†                                                                |
| ハンプシャー                                | 938,098                      | 386,849            | 929,951                      | 762,599            | ウィンチェスター                                                           |
| ヘレフォードシャー                          | 537,363                      | 115,949            | 538,924                      | 130,928            | ヘレフォード                                                               |
| ハートフォードシャー                        | 406,932                      | 224,550            | 404,525                      | 832,901            | ハートフォード                                                             |
| ハンティンドンシャー                        | 233,928                      | 54,969             | 233,985                      | 79,924             | ハンティンドン                                                             |
| アイル・オヴ・イーリー                      | 239,259                      | 63,861             | 239,951                      | 89,180             | イーリー                                                                   |
| ワイト島                                    | 93,342                       | 78,672             | 94,142                       | 95,752             | ニューポート                                                               |
| ケント                                      | 971,849                      | 785,674            | 971,125                      | 1,671,436          | メイドストーン                                                             |
| ランカシャー                                | 1,124,450                    | 1,768,278          | 1,060,804                    | 2,280,359          | プレストン†                                                                |
| レスターシャー                              | 520,400                      | 200,468            | 515,404                      | 409,098            | 1967年までレスター†、以降はグレンフィールド                                |
| リンカンシャー - ホランド区域（英語）       | 255,252                      | 75,522             | 267,847                      | 103,327            | ボストン                                                                   |
| リンカンシャー - ケステヴェン区域（英語）   | 471,749                      | 105,910            | 462,100                      | 134,842            | スレアフォード                                                             |
| リンカンシャー - リンゼイ区域（英語）       | 961,327                      | 199,095            | 961,038                      | 505,427            | リンカン†                                                                  |
| ロンドン（英語）                            | 75,442                       | 4,232,118          | 74,903                       | 3,200,484          | 1933年までスプリングガーデンズ（英語）、以降ランベス                       |
| ミドルセックス                              | 149,046                      | 560,012            | 148,691                      | 2,234,543          | ウェストミンスター‡                                                        |
| モンマスシャイア                            | 342,548                      | 203,347            | 339,008                      | 336,566            | ニューポート†(4)                                                           |
| ノーフォーク                                | 1,303,967                    | 317,983            | 1,302,505                    | 388,005            | ノリッジ†                                                                  |
| ノーサンプトンシャー                        | 584,759                      | 203,247            | 578,947                      | 292,584            | ノーサンプトン†                                                            |
| ノーサンバーランド                          | 1,284,385                    | 319,730            | 1,276,266                    | 481,474            | ニューカッスル-アポン-タイン(5)                                            |
| ノッティンガムシャー                        | 528,817                      | 231,946            | 521,647                      | 591,089            | 1959年までノッティンガム†、以降ウェストブリグフォード（英語）              |
| オックスフォードシャー                      | 480,608                      | 145,149            | 470,390                      | 203,161            | オックスフォード†                                                          |
| ラトランド                                  | 97,273                       | 20,659             | 97,273                       | 23,504             | オークハム                                                                 |
| シュロップシャー                            | 859,516                      | 236,339            | 861,800                      | 297,466            | シュリューズベリー                                                         |
| ピーターバラ管区（英語）                    | 53,471                       | 35,249             | 53,465                       | 74,758             | ピーターバラ                                                               |
| サマセット                                  | 1,039,106                    | 386,866            | 1,026,043                    | 518,145            | タウントン                                                                 |
| スタッフォードシャー                        | 731,089                      | 818,290            | 685,250                      | 983,758            | スタッフォード                                                             |
| イーストサフォーク（英語）                  | 549,744                      | 183,478            | 547,397                      | 219,759            | イプスウィッチ†                                                            |
| ウェストサフォーク（英語）                  | 389,870                      | 120,952            | 390,915                      | 128,918            | バリー・セント・エドマンズ                                                 |
| サリー                                      | 452,218                      | 418,856            | 449,160                      | 1,478,841          | ニューイングトン（英語）‡、1893年にキングストン・アポン・テームズへ移動(6) |
| イースト・サセックス                        | 525,904                      | 240,264            | 494,580                      | 375,349            | リューエス                                                                 |
| ウェスト・サセックス                        | 389,870                      | 120,952            | 405,351                      | 411,613            | チチェスター                                                               |
| ウォリックシャー                            | 562,797                      | 307,193            | 558,684                      | 612,768            | ウォリック                                                                 |
| ウェストモーランド                          | 500,906                      | 66,098             | 504,917                      | 67,180             | ケンダル                                                                   |
| ウィルトシャー                              | 880,248                      | 264,997            | 860,607                      | 422,985            | トローブリッジ                                                             |
| ウスターシャー                              | 473,542                      | 296,661            | 514,341                      | 441,069            | ウスター†                                                                  |
| ヨークシャー - イーストライディング         | 741,827                      | 141,516            | 735,963                      | 224,031            | ベヴェーレイ（英語）                                                       |
| ヨークシャー - ノースライディング（英語）   | 1,358,101                    | 284,837            | 1,376,607                    | 396,707            | ノースアラートン（英語）                                                   |
| ヨークシャー - ウェストライディング（英語） | 1,701,386                    | 1,351,570          | 1,606,921                    | 1,678,010          | ウェイクフィールド†(7)                                                     |

- †: 行政カウンティ外のカウンティ・バラ
- ‡: In the administrative county of London
- (1) カウンシル庁舎が設置されているチェスター城（英語）はチェスター地方ディストリクト（英語）内のシヴィルパリッシュであり、カウンティ・バラではなく行政カウンティ内にある。
- (2) 1914年よりカウンティ・バラ
- (3) デヴォン・カウンティ・ビルディング地区は1963年にカウンティ・バラから当該地区を飛び地にしていたデヴォン行政カウンティへ移動
- (4) 1891年よりカウンティ・バラ
- (5) ムート・ホール行政管区はニューキャッスル・アポン・タイン・カウンティ・バラ内の行政カウンティ飛び地
- (6) カウンティカウンシル庁舎の移動は1890年4月15日に決定され、新庁舎は1839年11月14日にオープンした[5]。キングストンは1965年にサリー行政区から除かれ、グレーター・ロンドンのキングストン・アポン・テムズ王立特別区となった。
- (7) 1915年よりカウンティ・バラ

### 境界の変更
行政カウンティの境界は時が経つとともにかなり変化した。これには3つの理由があった。境界両側での町の成長、カウンティ・バラの創設と拡張、飛び地などの例外の排除である。
都市化が進むにつれ郊外がかつてない規模になり、様々な町や都市を囲む市街地が従来のカウンティ境界からはみ出るようになった。1888年の地方行政法（英語）はそのような場合に備えアーバン・サニタリー・ディストリクト（英語）がカウンティの境界を越える際は、そのディストリクト全体はその最大の部分が含まれるカウンティの一部とみなされると定めていた。これはアーバンディストリクト（英語）や自治バラ（英語）の拡張についても同様である。
伝統的境界で二分されていたが行政カウンティとして統一された町にはバンバリー、モスレイ（英語）、タムワース、トッドモーデン（英語）などがある。
付属地が他のカウンティにあるアーバン・ディストリクトには以下の様なものがある。
- ノーサンプトンシャーのリトル・ボウデン（英語）に付随するマーケット・ハーバラ（英語）（レスターシャー）
- ダービシャーのメロー（英語）及びルドワース（英語）に付属するマープル（英語）（チェシャー、現在はグレーター・マンチェスター）

さらに、カウンティ・バラの増加と拡張により行政カウンティの面積と人口は結果として減少した。これは問題と考えられ、1926年の地方行政（カウンティ・バラと調整）法（英語）によりこうしたバラの創設と拡大手続きはより難しいものとされた。1970年6月には人口の25%がカウンティ・バラに居住していた。
多くの行政カウンティは、創設時から多くの飛び地（英語）があったが、カウンティ間でのパリッシュの入れ換えによりそのほとんどは1890年代に解消された。グロスターシャー、ウスターシャー、ウィルトシャーの境界にあった多数の飛び地は、1931年に整理された。

### グレーターロンドン
次の世紀を通じ、カウンティの都市化の進行に対応して地方行政をどうすべきかという議論が行われた。カウンティ・バラを拡大し境界を変更する案や、より大きな都市カウンティの創設案が議論されたが、1965年施行の法律が議会を通過する1963年までは何も起こらなかった。
ロンドン・カウンティは拡張の上グレーター・ロンドンと改称され、3つのカウンティ・バラ、サリー、ケント、エセックス、ハートフォードシャーの一部、ミドルセックスの大部分が組み込まれた。ミドルセックスの残りはサリーとハートフォードシャーに編入された。また、ピーターバラ管区（英語）とハンティンドンシャーがハンティントン・アンド・ピーターバラ（英語）に統合され、ケンブリッジシャーカウンティカウンシルとアイル・オヴ・イーリーカウンティカウンシルの合併といった変更も行われた。

### 1965年から1974年の区域図
下図に1974年直前のカウンティ・バラを示す。
| 1965年から1974までのイングランドの行政カウンティ | |  |
| 1. ノーサンバーランド 2. ダーラム 3. ウェストモーランド（英語） 4. カンバーランド 5. ランカシャー 6. ウェストライディング・オヴ・ヨークシャー（英語） 7. ノースライディング・オヴ・ヨークシャー（英語） 8. イースト・ライディング・オブ・ヨークシャー 9. リンゼイ（英語） 10. ホランド（英語） 11. ケステヴェン（英語） 12. ノッティンガムシャー 13. ダービシャー 14. チェシャー 15. サロップ（シュロップシャー） 16. スタッフォードシャー 17. ウォリックシャー 18. レスターシャー 19. ラトランド 20. ノーサンプトンシャー 21. ハンティントン・アンド・ピーターバラ（英語） 22. ケンブリッジシャー・アンド・アイル・オヴ・イーリー（英語） 23. ノーフォーク | 1. イーストサフォーク（英語） 2. ウェストサフォーク（英語） 3. エセックス 4. ハートフォードシャー 5. ベッドフォードシャー 6. バッキンガムシャー 7. オックスフォードシャー 8. グロスターシャー 9. ウスターシャー 10. ヘレフォードシャー 11. ウィルトシャー 12. バークシャー 13. グレーター・ロンドン 14. ケント 15. イースト・サセックス 16. ウェスト・サセックス 17. サリー 18. ハンプシャー 19. ワイト島 20. ドーセット 21. サマセット 22. デヴォン 23. コーンウォール |  |

## 廃止
1974年、1972年の地方行政法（英語）により行政カウンティは廃止され、イングランドの都市および非都市カウンティに置き換えられた。

## 関連資料
本文の典拠ではないもの。発行順。
- 佐久間彊「第一部　英国地方行政の近況」『英国の地方行政』良書普及会、1954年、1–33頁。全国書誌番号:20865811、doi:10.11501/1701243、国立国会図書館デジタルコレクション、館内/図書館送信。
- W・A・ロブソン『危機に立つ地方自治』東京市政調査会研究部（訳）、勁草書房、1967年。全国書誌番号:67004548、doi:10.11501/2993853、国立国会図書館デジタルコレクション、館内/図書館送信。Robson, William Alexander (1895-1980)。
  - 「5 地方政府が得た若干の権限」p28 (0024.jp2)
  - 「8 リージョン計画」p44 (0032.jp2)
  - 「9 中央統制の増大」p52 (0036.jp2)
  - 「10 中央財政への地方の依存」p60 (0040.jp2)
- 沢田 庸三「1888年のイギリス地方政府法の成立過程 (前田正治教授退任記念論集)」『法と政治』関西学院大学、1981年12月、第32巻第4号、p1121-1200（171-250頁）。ISSN 0288-0709、NAID 110000213547。